# Grózni
Grózni ou Grozny (em russo Гро́зный, transl. Grozny, em checheno Solj Ghaala) é a capital da Chechénia. Sua população em 2010 era de 271 573 habitantes. Situa-se nas margens do rio Sunzha, afluente da margem direita do rio Terek.
Grózni foi fundada em 1818 e cresceu devagar até aos início do século XX. Mais tarde tornou-se num importante centro industrial. A cidade situa-se no centro geométrico dos campos petrolíferos da Rússia.
A cidade pode ser dividida em quatro zonas: Lenínski, Zavodskoi - ambas áreas residenciais, Staroprompslovski e Oktiábrski - onde se situa a zona industrial.
A cidade de Grózni é famosa por ter se tornado o epicentro do Conflito russo-checheno: a Primeira Guerra da Chechênia abriu com uma invasão da cidade pelas Forças Armadas Russas em 1994, na Primeira Batalha de Grózni, a cidade demorou dois meses para ser tomada após as forças russas terem perdas pesadíssimas nos primeiros avanços. Os russos começaram uma campanha de bombardeio da cidade que foi considerada a maior na Europa desde a Segunda Guerra Mundial e deixou a cidade completamente dizimada. Mas os rebeldes chechenos retomaram controle com uma ofensiva em 1996, que resultou em um acordo de cessar-fogo e o fim da primeira guerra. Com a eclosão da Segunda Guerra na Chechênia em 1999, a cidade foi palco de uma terceira batalha, que começou com bombardeios pesados e durou um mês com combate intenso.

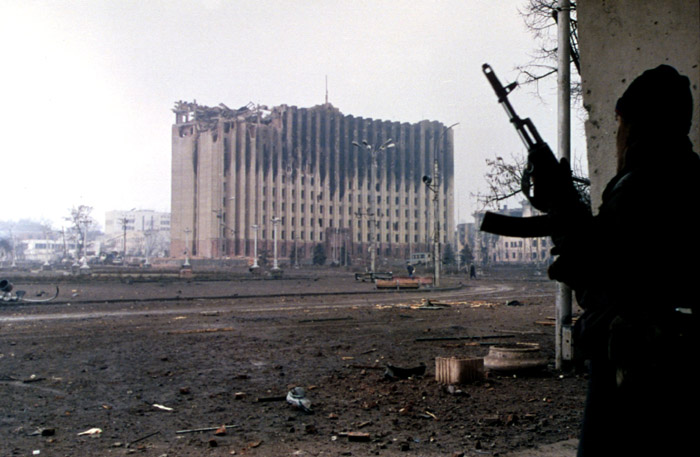
Grózni destruída durante a Guerra da Chechênia em 1995.

Com todas essas batalhas, milhares de soldados e civis morreram em Grózni. Em 2003 as Organização das Nações Unidas chamou Grózni da "cidade mais destruída do mundo".
Após a guerra, a Chechênia ficou sobre o comando da família Kadyrov, que é pró-Rússia. Sendo liderado por Akhmad Kadyrov e posteriormente Ramzan Kadyrov. A Rússia começou uma campanha de reconstrução da cidade. O governo construiu uma cidade do zero, com prédios altos e modernos. Por exemplo, foi construída a Mesquita Akhmad Kadyrov, a maior da Europa. Ainda assim, os efeitos da destruição da cidade são sentidos, de acordo com o censo de 2010, tinha uma população de 271.573, cerca de dois terços dos 399.688 registrados no censo de 1989.

## Esporte
A cidade de Grózni é a sede do FC Akhmat Grozny, que participa na Premier League Russa. FC Akhmat é presidenteada por Ramzan Kadyrov e tem seu nome como referência as seu pai Akhmad Kadyrov. De 1958 até 2017 se chamou "Terek Grozny FC". No passado também participou o FC Erzu Grozny. e o FC Gigant Grozny.[carece de fontes?]